# Fujiwara no Michikane
Fujiwara no Michikane (藤原 道兼, [[[961]] - 995] Erro: {{japonês}}: texto da transliteração contém caractere não latino (pos 17) (ajuda)). Foi monge budista, estadista, membro da corte e político durante o período Heian da história do Japão.

## Vida
Foi o segundo filho de Fujiwara no Kaneie, membro do ramo Hokke do clã Fujiwara, foi caracterizado no Eiga Monogatari como: feio, com cara de pastel, um rapaz peludo, astuto e dominador, com uma forma de censura mal-humorada que pessoas achavam intimidante.
Participou ativamente junto com seu pai pela abdicação do Imperador Kazan. Quando seu sobrinho assumiu o trono como Imperador Ichijo , deixou a vida monástica. Em 991 foi nomeado Naidaijin e em 994 foi nomeado Udaijin (Ministro da Direita). No ano seguinte, sucedeu seu irmão Michitaka como Kanpaku.
Michikane morreu uma semana depois de se tornar Kampaku, por isso muitas vezes é referido como Nanoka no kampaku (七日の関白, "o regente sete dias"). Foi então substituído por seu irmão Michinaga.
O Clã Rusu afirma descender de Michikane.

| Precedido por Minamoto no Shigenobu | 55º Udaijin (994 -995)  | Sucedido por Fujiwara no Michinaga |
| Precedido por Fujiwara no Michitaka | 8º Naidaijin (991 -994) | Sucedido por Fujiwara no Korechika |